# Histaspes
Histaspes (fl. ca. 517 a.C.) foi pai de Dario I, rei da Pérsia.
Seu nome aparece na Inscrição de Beistum, gravada por Dario I. Ele foi o pai de Dario I, e era filho de Arsames, filho de Ariarâmenes, filho de Teispes, filho de Aquêmenes.